# 瀨瀨串站
瀨瀨串站（日语：／ Sesekushi eki */?）是一座位於鹿兒島縣鹿兒島市的九州旅客鐵道（JR九州）指宿枕崎線的鐵路車站。

## 車站構造
- 2面2線側式月台，可以列車交會。
- 無人站。
- 地面車站。

### 月台配置
| 月台 | 路線        | 方向 | 目的地         |
| ---- | ----------- | ---- | -------------- |
| 1    | ■指宿枕崎線 | 下行 | 指宿、枕崎方向 |
| 2    | ■指宿枕崎線 | 上行 | 鹿兒島中央方向 |

## 利用狀況
- 在2009年，平均1日的乘車人數為241人（比前年少8人）。

| 乘車人數變化 | 乘車人數變化 |
| 年度         | 1日平均人數  |
| ------------ | ------------ |
| 2002         | 351          |
| 2003         | 343          |
| 2004         | 334          |
| 2005         | 301          |
| 2006         | 269          |
| 2007         | 260          |
| 2008         | 249          |
| 2009         | 241          |

## 車站周邊
- 國道226號
- 羅森喜入瀨瀨串店
- 鹿兒島市立瀨瀨串小學
- 瀨瀨串郵局

## 历史
- 1934年（昭和9年）5月20日：車站啟用。
- 1983年（昭和58年）3月8日：成為無人站。
- 1987年（昭和62年）4月1日：因國鐵分割民營化，本站成為九州旅客鐵道的車站。

## 相鄰車站
九州旅客鐵道
指宿枕崎線
■普通
平川－瀨瀨串－中名

## 相關項目
- 日本鐵路車站列表

## 外部連結
- 瀨瀨串車站 （页面存档备份，存于）（日語）